# Fairmont (Minnesota)
Fairmont – miasto w Stanach Zjednoczonych, w stanie Minnesota, siedziba administracyjna hrabstwa Martin.